# Rosalind Howard
Pour les articles homonymes, voir Howard.
Rosalind Frances Howard, comtesse de Carlyle (née Stanley le 20 février 1845, morte le 12 août 1921), connue sous le nom de la Comtesse radicale, est une femme politique britannique qui a été militante en faveur des droits politiques des femmes et membre de la Ligue de tempérance.

## Biographie
En 1864, Rosalind épouse le peintre Georges Howard et le soutient lors des campagnes électorales quand celui-ci se présente comme député pour le parti libéral. Elle se lance alors dans le démarchage électoral, tout en se gardant de prendre la parole en public, ce qui n'aurait pas été convenable pour une dame de la haute société, à cette époque. Au début de son mariage, les deux époux sont très amoureux. Georges Howard écrit des lettres enflammées à son épouse et lui fait parvenir des esquisses de nus. Tous deux partagent la même aversion pour l'alcoolisme. Cependant, le couple a par ailleurs peu de points communs et chacun finit par vivre de son côté.  Alors que son époux est un modéré, Rosalind adopte des positions plus radicales, en dénonçant l'occupation de l'Égypte par les troupes britanniques à compter de 1882 et en militant pour le vote des femmes. En 1886, lorsque son cousin William Ewart Gladstone présente un projet de loi pour offrir davantage d'autonomie à l'Irlande, Rosalind le soutient alors que son époux prend le parti de Joseph Chamberlain et rejoint le parti libéral unioniste.  
En 1890, Lady Carlisle devient membre de la Women's Liberal Federation, association féministe liée au parti libéral britannique. Elle persuade l'organisation de soutenir l'extension du suffrage à toutes les femmes, mais dénonce les méthodes violentes des suffragettes de Pankhurst. Elle préside la fédération de 1894 à 1902, puis de 1906 à 1915[Selon qui ?]. 
Elle a été également élue présidente de la Ligue de tempérance britannique en 1903 et présidente de la World's Woman's Christian Temperance Association en 1906, fonctions qu'elle conserve jusqu'à sa mort.
Rosalind Howard décède le 12 août 1921, à l'âge de 76 ans survivant à 5 de ses 6 fils.

## Postérité
Rosalind Howard a servi de modèle pour plusieurs œuvres d'art. Le peintre Dante Gabriel Rossetti dessine son portrait en juin 1870. En 1872, Jules Dalou réalise une sculpture qui la représente en train de lire. 
Elle a également inspiré le personnage de Lady Britomart dans la pièce Major Barbara de George Bernard Shaw.